# Maybelline Classic 1980
Il Maybelline Classic 1980 è stato un torneo di tennis giocato sul cemento.
È stata la 1ª edizione del torneo, che fa parte del WTA Tour 1980.
Si è giocato a Deerfield Beach negli USA, dal 13 al 19 ottobre 1980.

## Campionesse

### Singolare
Chris Evert ha battuto in finale  Andrea Jaeger con il punteggio di 6–4, 6–1

### Doppio
Andrea Jaeger /  Regina Maršíková hanno battuto in finale  Martina Navrátilová /  Candy Reynolds con il punteggio di 1–6, 6–1, 6–2